# Marie Alfred Cornu
Marie Alfred Cornu, francoski fizik, * 6. marec 1841, Orléans, Francija, † 12. april 1902, Romorantin, Francija.

## Življenje in delo
Cornu je študiral na École polytechnique in École des mines. Leta 1867 je postal profesor eksperimentalne fizike na nekdanji ustanovi, kjer je delal celo življenje.
Največ se je ukvarjal z optiko in spektroskopijo. Z Bailleom je leta 1878 (okoli 1870) na primer ponovil Cavendishev poskus merjenja gravitacijske konstante κ iz leta 1798. Meril je hitrost svetlobe po Fizeaujevi zobniški metodi z vrtečim zrcalom in zelo izboljšal merilno pripravo, s katero je povečal točnost meritev. Leta 1875 je izmeril hitrost svetlobe na vrednost 299.990 ± 200 km/s, pri čemer je bila napaka približno desekrat manjša od predhodne Foucaultove meritve leta 1850. Ta dosežek mu je leta 1878 prinesel prix Lacaze in članstvo v Francoski akademiji znanosti ter Rumfordovo medaljo Kraljeve družbe.
Ob praznovanju Stokesove obletnice leta 1899 je bil Cornu Redejev predavatelj na Univerzi v Cambridgeu, kjer je predaval o valovni teoriji svetlobe in njenem vplivu na moderno fiziko. Tedaj mu je univerza podelila častni doktorat.
Cornujeva spirala ali klotoida je krivulja s katero se poenostavi računanje svetlobne jakosti v Fresnelovem modelu uklona. Krivulja se uporablja tudi pri načrtovanju cest. Po njem se imenuje tudi Cornujev depolarizator.